# VL Viima
Il VL Viima fu un biplano biposto da addestramento, realizzato dalla fabbrica di aeromobili di Stato finlandese e utilizzato dalla forza aerea finlandese dagli anni trenta agli anni quaranta del XX secolo. Dopo essere stati dismessi dall'uso militare, alcuni esemplari furono venduti a privati.

## Tecnica
Il Viima (vento) II fu un biplano biposto monomotore. Le ali, dal profilo diseguale, erano unite assieme da due longheroni con nervatura di compensato mentre i montanti tra le ali erano a forma di "N". Le ali erano rivestite in tessuto e avevano quattro alettoni in tutto; gli alettoni superiori e inferiori erano collegati esternamente.
La fusoliera e l'unità di coda furono realizzati in acciaio al cromo-molibdeno e rivestiti in tessuto. Il piano di coda, montato sulla parte superiore della fusoliera, venne assicurato tramite cavi alla deriva di coda. Sia il piano di coda che la deriva potevano essere regolati anche a terra. Il timone, molto ampio, si estendeva ben oltre la parte inferiore della fusoliera.
I posti a sedere erano molto ravvicinati e per migliorare la visibilità del pilota anteriore fu sagomato in modo opportuno il lato interno dell'ala superiore. Il velivolo era dotato di doppi controlli di volo (addestratore-allievo). Il carrello d'atterraggio era del tipo ad asse diviso, con le gambe principali carenate e collegate direttamente alla fusoliera e davanti alle ali; il tutto rinforzato da montanti posti nella parte posteriore del carrello stesso. Il mezzo utilizzava pneumatici a bassa pressione e della gomma tra gli ammortizzatori. Sotto gli impennaggi di coda fu montato un ruotino. Il Viima fu equipaggiato con un motore radiale Siemens-Halske Sh 14 non raffreddato.

## Impiego
20 esemplari di Viima servirono la forza aerea finlandese fino alla fine degli anni quaranta. Successivamente furono rivenduti a dei civili e 14 di essi appaiono sul registro civile finlandese, alcuni dei quali modificati in modo da avere una cabina di pilotaggio chiusa.

## Versioni
- Viima I: versione prototipo; ne vennero realizzati due esemplari. Il terzo prototipo divenne la versione di produzione.
- Viima II: versione di produzione. 20 esemplari realizzati per la forza aerea finlandese. Altri due furono consegnati alla Difesa Aerea Finlandese.
- Viima IIB: uguale alla versione II ma equipaggiato con il motore de Havilland Gipsy Major.[1]

## Operatori
Finlandia
- Suomen ilmavoimat

## Superstiti
L'ultimo Viima idoneo al volo è stato venduto in Belgio nell'autunno del 2006.